# Arrondissement d'Acul-du-Nord
L’Arrondissement d'Acul-du-Nord est un arrondissement d'Haïti, subdivision du département du Nord. Il a été créé autour de la ville de Acul-du-Nord qui est aujourd'hui son chef-lieu. Il est peuplé par 117 456 habitants (estimation 2009).
L’Arrondissement compte trois communes :
- Acul-du-Nord
- Plaine-du-Nord
- Milot